# Souvenir (nouvelle, 1884)
Pour les articles homonymes, voir Souvenir.
Souvenir est une nouvelle de Guy de Maupassant parue en 1884.
" Comme il m'en vient des souvenirs de jeunesse..."

## Historique
Signée Maufrigneuse, Souvenir est une nouvelle publiée dans le quotidien Gil Blas du 20 mai 1884, puis dans le recueil Contes du jour et de la nuit.
Parue en 1884, Souvenir ne doit pas être confondue avec la nouvelle homonyme, publiée en 1882.

## Résumé
Le narrateur se souvient d'une journée de vagabondage entre Saint-Cloud et Versailles. Dans une allée, il rencontre un jeune couple perdu. La femme est énervée contre son mari : ils devaient déjeuner à Versailles mais ils sont perdus. Le narrateur propose aussitôt de les accompagner, connaissant bien le terrain, et devant se rendre à Versailles. Sur le chemin, la femme n'arrête pas, elle parle de tout et de rien, et rabaisse son mari. Quant à lui, il ne cesse d’appeler son chien en criant "Tiitiit", animal qu'il aurait perdu un an plus tôt dans la région. 
Arrivé enfin à Versailles, l'homme se rend compte qu'il a perdu son portefeuille. La femme, exaspérée, lui demande d'aller le chercher pendant qu'elle resterait avec le narrateur. Ces derniers entrent dans un restaurant, il est décrit que la femme boit et se saoule. Une dernière phrase renvoyant au narrateur clôt la nouvelle : "Ce fut mon premier adultère".

## Éditions
- 1884 - Souvenir, dans Gil Blas
- 1885 - Souvenir, dans Contes du jour et de la nuit aux éditions Marpon-Flammarion, coll. Bibliothèque illustrée.
- 1888 - Souvenir, dans La Vie populaire, hebdomadaire du Petit Parisien.
- 1979 - Souvenir, dans Maupassant, Contes et Nouvelles, tome II, texte établi et annoté par Louis Forestier, éditions Gallimard, Bibliothèque de la Pléiade.